# Нові Біскупиці (Мазовецьке воєводство)
Нові Біскупиці (пол. Nowe Biskupice) — село в Польщі, у гміні Варка Груєцького повіту Мазовецького воєводства.
Населення — 89 осіб (2011).
У 1975-1998 роках село належало до Радомського воєводства.

## Демографія
Демографічна структура станом на 31 березня 2011 року:
|          | Загалом | Допрацездатний вік | Працездатний вік | Постпрацездатний вік |
| -------- | ------- | ------------------ | ---------------- | -------------------- |
| Чоловіки | 40      | 7                  | 25               | 8                    |
| Жінки    | 49      | 8                  | 27               | 14                   |
| Разом    | 89      | 15                 | 52               | 22                   |